# Arthropteris altescandens
Arthropteris altescandens là một loài dương xỉ trong họ Tectariaceae. Loài này được J. Sm. mô tả khoa học đầu tiên.